# À Bagacina (Santa Bárbara)
À Bagacina é uma localidade da freguesia de Santa Bárbara, Concelho de Angra do Heroísmo, ilha Terceira, arquipélago dos Açores.
Este lugar desabitado na área da freguesia de Santa Bárbara, é geologicamente importante dada a abundante presença de produtos de origem vulcânica denominados cientificamente como Bagacina ou lapilli, nome atribuído à designação aos piroclastos com dimensão máxima entre os 2 e os 64 mm.